# Janina Szczechura
Janina Szczechura (ur. 1933, zm. 11 stycznia 2024) – polska paleontolożka, badaczka małżoraczków (ostrakodolożka) i otwornic, aktywna w II połowie XX wieku i na początku XXI wieku.

## Elementy biografii
W 1957 ukończyła studia na Uniwersytecie Warszawskim. Jej kariera zawodowa związana była z Instytutem Paleobiologii PAN w Warszawie. Tytuł profesora otrzymała 19 maja 1993. Zmarła 11 stycznia 2024.

## Osiągnięcia naukowe
Opisała nowe taksony kopalnych małżoraczków i otwornic. W szczególności z górnokredowej formacji Nemegt w Mongolii (znanej z występowania dinozaurów) opisała pięć nowych rodzajów małżoraczków: Altanicypris, Mongolocypris, Nemegtia, Gobiella i Khandia.   
Z górnego eocenu Polski opisała jako mikroproblematyki trzy nowe rodzaje: Spinophenia, Urnulella i Voorthuyseniella, a z eocenu Belgii i Hiszpanii rodzaj Aubertianella. Voorthuyseniella jest obecnie uważana za mszywioła, a Spinophenia i Aubertianella – za orzęski.  

## Wybrane publikacje
- Foraminifera from the Paleocene of Poland, their ecological and biostratigraphic meaning (K. Pożaryska & J. Szczechura, 1968)[11]
- Fresh-water Ostracoda from the Upper Cretaceous of the Nemegt Basin, Gobi Desert (J. Szczechura & J. Błaszyk, 1970)[12]
- Foraminiferida from the Paleocene of Polish Carpathians (J. Szczechura & K. Pożaryska, 1974)[13]
- Fresh-water ostracodes from the Nemegt Formation (Upper Cretaceous) of Mongolia (1978)[6]
- Paleogeographic meaning of psychrospheric Miocene ostracodes from the Fore-Carpathian Depression (1994)[14]
- Małżoraczki a paleogeografia (J. Szczechura & E. Olempska-Roniewicz, 1996)[15]
- Ostracods from the Eocene of Seymour Island, Antarctic Peninsula (2001)[16]

## Upamiętnienie
Na jej cześć nazwano kilka gatunków kopalnych zwierząt i protistów, między innymi: 
- paleoceńską otwornicę Scarificatina szczechurae Moorkens, 1982[17];
- małżoraczka z pogranicza dewonu i karbonu Cytherellina szczechurae Becker, 1987[18].